# Sid Meier's Pirates! (2004)
Sid Meier's Pirates! is een strategie/actie/adventure-spel. Het spel is ontwikkeld door Firaxis Games en uitgegeven door Atari. Het spel is een remake van het gelijknamige spel uit 1987.

## Gameplay
Pirates is onderverdeeld in verschillende mini-games die verschillende vaardigheden vereisen. Je moet de Caraïbische Zee afzeilen om dingen te doen. Naast zeilen kan je ook, ontwijken (wegrennen voor bewakers), gevechten op de zee, turn-based strategy-stijl een stad veroveren, dansen met de gouverneur's dochter, schermen en strategische planning zijn alle vaardigheden die nodig zijn om te slagen in Pirates!. Tijdens het spel, kunnen spelers items en speciale bemanningsleden verwerven waardoor enkele mini-games minder moeilijk worden.
De meeste besturingselementen degraderen naar de negen toetsen van de numpad op het toetsenbord, en het spel is volledig speelbaar met alleen het toetsenbord (numpad toetsen en enter), met uitzondering van het start menu en controle scherm. Dit wordt bijgestaan door een visuele representatie van het toetsenblok in de lagere juiste hoek van het scherm, waarin ook de functie van elke toets wordt uitgebeeld. Bijvoorbeeld, tijdens schip-tot-schip gevecht, worden de "3", "7" en "1" toetsen op de numpad weergegeven met beelden van verschillende kanonskogel typen - deze knoppen worden gebruikt om verschillende soorten kanonskogels te selecteren. De aanwijzingen op het scherm toetsenbord kan ook worden geklikt met een muis, dezelfde functie uitvoeren als de toets op het toetsenbord zou hebben uitgevoerd. Hoewel de muis voor verschillende opdrachten kan worden gebruikt, is het toetsenbord de voorkeur input mechanisme toe te schrijven aan het spel mechanica.